# Anomalurus pusillus
Anomalurus pusillus är en däggdjursart som beskrevs av Thomas 1887. Anomalurus pusillus ingår i släktet egentliga taggsvansekorrar, och familjen taggsvansekorrar. IUCN kategoriserar arten globalt som livskraftig. Inga underarter finns listade i Catalogue of Life. Det svenska trivialnamnet Mindre flygekorre/taggsvansekorre förekommer för arten.
Denna gnagare har två från varandra skilda utbredningsområden i Afrika, den första från Liberia till Kongo-Brazzaville och den andra i östra Kongo-Kinshasa och angränsande regioner av Uganda. I bergstrakter når arten 2200 meter över havet. Habitatet utgörs av tropiska regnskogar. Individerna är nattaktiva och vistas främst i träd.
Denna gnagare är med en kroppslängd (huvud och bål) av 18,5 till 24,5 cm, en svanslängd av 14 till 20 cm och en vikt mellan 160 och 300 g den minsta arten i släktet. Pälsfärgen på ovansidan varierar mellan ljusbrun och svartaktig. Vid svansens rot är flygmembranen ljusare till gulaktig. Även undersidan bär gul päls. På bakfötterna finns borstar som täcker klorna.
Arten äter frukter (till exempel av växtsläktet Musanga) och troligen bark. Individerna lever oftast i par och ibland i flockar. Flockarna har vanligen 6 till 8 medlemmar och ibland upp till 100 medlemmar. I senare fall kan även individer från andra taggsvansekorrar ingå i flocken. Arten klättrar i växtligheten och vilar i trädens håligheter eller i gömställen bland trädens rötter. Fortplantningssättet borde vara lika som hos andra arter av samma släkte. Antagligen jagas denna taggsvansekorre av trädlevande ormar, av mindre rovdjur och av rovfåglar.